# André Mathieu (Pianist)
René André Rodolphe Mathieu (* 18. Februar 1929 in Montreal; † 2. Juni 1968 ebenda) war ein kanadischer Pianist und Komponist.

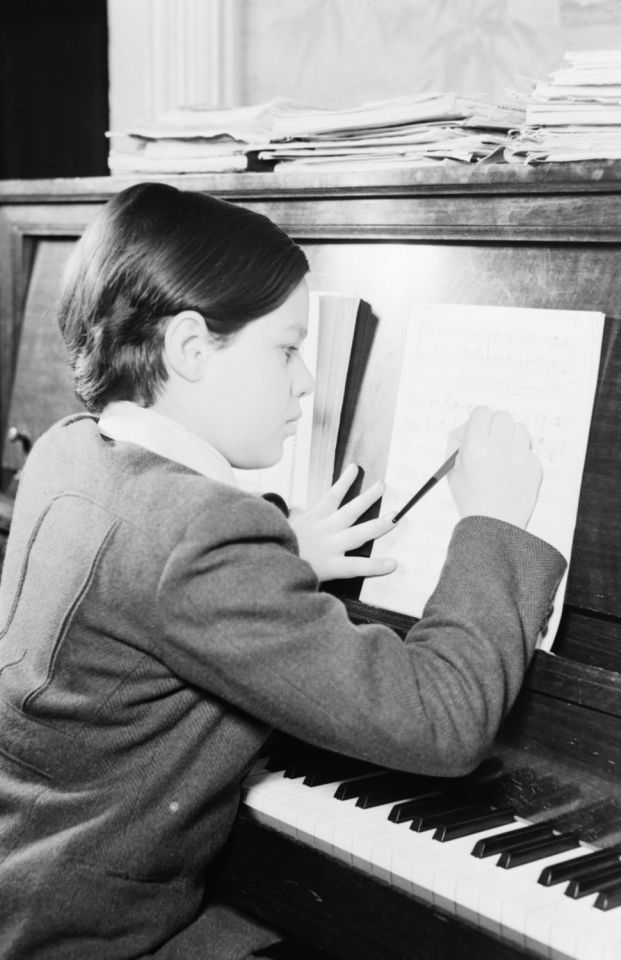
André Mathieu, um elf Jahre alt

## Leben und Wirken
Mathieu wurde schon frühzeitig durch seinen Vater, den Komponisten und Pianisten Rodolphe Mathieu, gefördert. Im Alter von vier Jahren komponierte er die Trois Études für Klavier, und ein Auftritt im Ritz-Carlton Hotel Anfang 1935 mit eigenen Kompositionen machte ihn als musikalisches Wunderkind berühmt. Im Folgejahr trat er mit einem Orchester unter Leitung von Jean-Josaphat Gagnier als Solist in seinem Concertino No. 1 für CBC/Radio-Canada auf.
Ein Stipendium der Provinz Québec erlaubte ihm einen Aufenthalt in Paris, wo er von 1936 bis 1939 Klavier bei Yves Nat und Elisa Louise Gabrielle Giraud-Latarse sowie Harmonielehre und Komposition bei Jacques de la Presle studierte. Zwei Auftritte in der Salle Pleyel (1936) und der Salle Gaveau (1939) wurden von Publikum und Kritik begeistert aufgenommen.
Nach seiner Rückkehr übersiedelte er mit seiner Familie nach New York, wo er 1940 als Pianist debütierte und seinen Kompositionsunterricht bei Harold Morris fortsetzte. 1942 trat er in der Carnegie Hall auf und spielte seine Werke in einem Konzert der League of Composers. 1943 kehrte er nach Montreal zurück und spielte dort in Konzerten neben
eigenen Werken Kompositionen von Johann Sebastian Bach, Ludwig van Beethoven, Frédéric Chopin, Claude Debussy, Franz Liszt, Maurice Ravel und anderen.
Von 1946 bis 1947 studierte Mathieu in Paris Komposition bei Arthur Honegger und Klavier bei Jules Gentil. In dieser Zeit entstand sein drittes Klavierkonzert, das von dem Pianisten Neil Chotem in dem kanadischen Film La Forteresse gespielt wurde. 1947 kehrte er nach Kanada zurück, wo er sich der Lehrtätigkeit widmete und weiter
komponierte. Seine pianistische Laufbahn jedoch endete. Er beteiligte sich an Pianothons, Klavierwettbewerben, die lediglich der Unterhaltung des Publikums dienten, verfiel in Depressionen und bekam Alkoholprobleme.
Für das Begrüßungslied und das offizielle Thema der Olympischen Sommerspiele 1976 wurden Teile aus Werken Mathieus arrangiert. Im gleichen Jahr wurde die Fondation André Mathieu gegründet, die sich der Herausgabe und Förderung seines Werkes widmet. Am Collège Montmorency wurde 1978 ein Konzertsaal nach ihm benannt, 1987 eine Straße im Stadtteil Pointe-aux-Trembles von Montreal.

## Werke
- Trois études, 1933
- Les Gros chars, 1934
- Procession d'éléphants, 1934
- Concertino No. 1 für Klavier und Orchester, UA 1935
- Trois Pièces pittoresques, 1936
- Hommage à Mozart enfant, 1937
- Les Mouettes, 1938
- Concertino No. 2 für Klavier und Orchester, UA 1941
- Sonata für Violine und Klavier, 1945
- Les Chères Mains, Lied, 1946
- Concerto No. 3 (Quebec Concerto) für Klavier und Orchester, 1947
- Le ciel est si bleu, Lied, 1947
- Quatre Mélodies, 1948
- Piano Trio, 1949
- Piano Quintet, 1953
- Mistassini, sinfonische Dichtung, 1954
- Fantaisie brésilienne für Violine und Klavier
- Berceuse für Violine und Klavier
- Complainte für Violine und Klavier
- Suite für zwei Klaviere
- Les Vagues
- Saisons canadiennes